# Saison 5 de The Closer : L.A. enquêtes prioritaires
Chronologie
Saison 4 de The Closer : L.A. enquêtes prioritaires Saison 6 de The Closer : L.A. enquêtes prioritaires
Cet article présente les quinze épisodes de la cinquième saison de la série télévisée américaine The Closer : L.A. enquêtes prioritaires.

## Distribution

### Acteurs principaux
- Kyra Sedgwick (VF : Élisabeth Fargeot) : Chef-adjoint Brenda Leigh Johnson
- J. K. Simmons (VF : Bernard Tiphaine) : Chef Will Pope
- Corey Reynolds (VF : Laurent Mantel) : Sergent puis inspecteur David Gabriel
- G. W. Bailey (VF : Jean-Claude De Goros) : Lieutenant Louie Provenza
- Robert Gossett (VF : Benoît Allemane) : Commandant Russell Taylor
- Anthony John Denison (VF : Erik Colin) : Lieutenant Andy Flynn
- Jon Tenney (VF : Bernard Lanneau) : Agent spécial Fritz Howard
- Michael Paul Chan (VF : Olivier Destrez) : Lieutenant Michael Tao
- Raymond Cruz (VF : Jérôme Rebbot) : Inspecteur Julio Sanchez
- Phillip P. Keene (VF : Patrick Delage) : Buzz Watson

Adaptation française : Jean-Yves Jaudeau et Dominique Vendeville.

### Acteurs récurrents
- Jonathan Del Arco : Dr Morales
- Frances Sternhagen : Willie Rae Johnson
- Barry Corbin : Clay Johnson
- Stephen Martines : Ricardo Ramos
- Bob Clendinin : Dr Terrence Hynes
- James Patrick Stuart : Procureur adjoint Martin Garnett
- Kathe E. Mazur : Procureur adjoint Andrea Hobbs
- Sosie Bacon (VF : Geneviève Doang) : Charlene « Charlie » Johnson
- Paola Turbay : Inspecteur Mikki Mendoza
- S. Epatha Merkerson : Dr Rebecca Dioli
- Amy Sedaris : Claire Howard
- Mary McDonnell (VF : Christine Pâris) : Capitaine Sharon Raydor

### Invités
- Inbar Lavi : Vanessa Almassian (épisode 11)
- Mercedes Masohn : Katherine Ortega (épisode 2)
- Barrett Foa : Travis Mayers (épisode 4)
- Stephanie Beatriz : Camilla Santiago (épisode 13)

## Liste des épisodes

### Épisode 1:Au nom de la famille
- États-Unis : 8 juin 2009 sur TNT

- États-Unis : 7,14 millions de téléspectateurs

- Lombardo Boyar : Victor Rivera

### Épisode 2:Le prix du sang
- États-Unis : 15 juin 2009 sur TNT

- États-Unis : 7,12 millions de téléspectateurs

- Mercedes Masohn : Katherine Ortega

### Épisode 3:Ruban rouge
- États-Unis : 22 juin 2009 sur TNT

- États-Unis : 6,41 millions de téléspectateurs

- Andrew Lawrence : Eric Whitner

### Épisode 4:Comme chien et chat
- États-Unis : 29 juin 2009 sur TNT

- États-Unis : 6,29 millions de téléspectateurs

- Barrett Foa : Travis Mayers

### Épisode 5:Le Sens de la mort
- États-Unis : 6 juillet 2009 sur TNT

- États-Unis : 6,05 millions de téléspectateurs

### Épisode 6:Éliminatoires
- États-Unis : 13 juillet 2009 sur TNT

- États-Unis : 6,59 millions de téléspectateurs

### Épisode 7:Morts en service
- États-Unis : 20 juillet 2009 sur TNT

- États-Unis : 6,60 millions de téléspectateurs

### Épisode 8:Affaires classées
- États-Unis : 27 juillet 2009 sur TNT

- États-Unis : 7,45 millions de téléspectateurs

### Épisode 9:Médecine parallèle
- États-Unis : 3 août 2009 sur TNT

- États-Unis : 6,98 millions de téléspectateurs

- Cynthia Watros : Dr Robin Milano

### Épisode 10:Comme une odeur de meurtre
- États-Unis : 10 août 2009 sur TNT

- États-Unis : 6,95 millions de téléspectateurs

### Épisode 11:L'instinct maternel
- États-Unis : 17 août 2009 sur TNT

- États-Unis : 7,31 millions de téléspectateurs

- Inbar Lavi : Vanessa Almassian

### Épisode 12:Refus d'extradition
- États-Unis : 24 août 2009 sur TNT

- États-Unis : 7,39 millions de téléspectateurs

### Épisode 13:Perpétuité
- États-Unis : 7 décembre 2009 sur TNT

- États-Unis : 6,18 millions de téléspectateurs

- Stephanie Beatriz : Camilla Santiago

### Épisode 14:Soins à domicile
- États-Unis : 14 décembre 2009 sur TNT

- États-Unis : 5,45 millions de téléspectateurs

### Épisode 15:Le cadavre a ses secrets
- États-Unis : 21 décembre 2009 sur TNT

- États-Unis : 5,97 millions de téléspectateurs